# Râul Someșul Mare
Râul Someșul Mare este un râu care izvorăște din Munții Rodnei și se varsă în Someș. Străbate orașele Sângeorz-Băi, Năsăud, Beclean. 
Se formează la confluența a două brațe râul Preluci (Pârâul Mariei) și râul Zmeu.

## Hărți
- Harta Munții Rodnei  Arhivat în 22 iulie 2020, la Wayback Machine.
- Harta Munții Rodnei
- Harta Munții Suhard  Arhivat în 16 decembrie 2009, la Wayback Machine.
- Harta județului Bistrița-Năsăud